# Lotus arabicus
Lotus arabicus är en ärtväxtart som beskrevs av Carl von Linné. Lotus arabicus ingår i släktet käringtänder, och familjen ärtväxter. IUCN kategoriserar arten globalt som livskraftig. Inga underarter finns listade i Catalogue of Life.